# Шмальц, Теодор
Теодор Антон Хайнрих Шмальц (нем. Theodor von Schmalz; 17 февраля 1760, Ганновер — 20 мая 1831, Берлин) — немецкий юрист и публицист.

## Биография
С 1777 по 1780 год изучал богословие в Атенеуме ганзейского города Штаде. Получив звание гофмейстера (домашнего учителя), приступил к изучению права. В 1785 году стал приват-доцентом права Гёттингенского университета, в 1787 году перешёл в университет Ринтельна, став адъюнкт-профессором, а в 1788 году — ординарным профессором. В том же году был переведён в Кёнигсберг. В 1793 году вошёл в состав государственной и военной палаты Восточной Пруссии, в 1798 году — в состав консистории, в 1801 году стал канцлером и ректором Кёнигсбергского университета. В 1803 году перешёл в Университет Галле и получил почётное звание члена судебного совета города.
В 1808 году, когда Галле был включён в состав зависимого от Франции государства королевства Вестфалия, ушёл в отставку со всех должностей. В 1809 году стал членом прусского верховного суда, одновременно приняв участие в основании Берлинского университета имени Фридриха Вильгельма (ныне университет Гумбольдта), став его профессором и первым ректором.
Французское господство на территории Германии давало о себе знать: за статью в газете в 1808 году наполеоновский маршал Даву приказал посадить Теодора Шмальца в тюрьму. Вполне возможно, что это было сделано также из-за родства с прусским генералом и военным реформатором Шарнгорстом, которому Шмальц приходился деверем[уточнить].
В 1815 году Шмальц выпустил брошюру, имевшую характер доноса («Berichtigung einer Stelle in der Bredow-Venturinischen Chronik für das Jahr 1808 über politische Vereine»); он предостерегал государей против революционного духа, распространяющегося в Германии, подозревал учёных, таких, как Шлейермахер и Нибур в членстве в запрещённом Наполеоном тугендбунде («Союзе доблести»). Далее Шмальц утверждал, что прусская нация спаслась в 1813 году от ига французов «не по причине своего одушевления, а по причине своего послушания королю и чувства долга, которое её отличало».
В брошюре того же года «Ein Wort über Scharnhorst und meine Verhältnisse zu ihm» Шмальц старался обелить своего родственника Шарнхорста, знаменитого генерала, от подозрений в членстве в «Союзе доблести».
Первая брошюра вызвала в обществе взрыв негодования и целый поток памфлетов; Шлейермахер, Нибур и другие страстно нападали на Шмальца, требуя расследования его обвинений и подозрений. Прусский король запретил дальнейшие рассуждения по поводу этого дела, что вызвало ещё большее раздражение всего либерально настроенного общества. Во время празднества в Вартбурге 18 октября 1817 года озлобленные против Шмальца студенты сожгли его памфлет, и это ещё больше ожесточило Шмальца против либералов.
Был также активным участником масонского движения. В 1779 году вступил в масонскую ложу в Гёттингене, в 1808 году стал её досточтимым мастером.

## Произведения
- «Handbuch des römischen Privatrechts» (Кёнигсберг, 1793)
- «Das Recht der Natur» (Кёнигсберг, 1795)
- «Vorläufiges Reglement für die Universität zu Berlin bis nach Publication ihrer Statuten» (Берлин, 1810)
- «Rede am Geburtstagsfeste des Königs als am 3. Aug. 1811 die Königl. Universität zu Berlin sich zum ersten Male öffentlich versammlete» (Берлин, 1811)
- «Berichtigung einer Stelle in der Bredow-Venturinischen Chronik für das Jahr 1808» (Берлин, 1815)
- «Ueber politische Vereine» (Берлин, 1815)
- «Ueber des Herrn B. G. Niebuhr’s Schrift wider die meinige, politische Vereine betreffend» (Берлин, 1816)
- «Letztes Wort über politische Vereine». (Берлин, 1816)
- «Das Europäische Völkerrecht» (Берлин, 1817)
- «Staatswirtschaftslehre in Briefen an einen deutschen Prinzen» (1818)
- «Lehrbuch des teutschen Privatrechts; Landrecht und Lehnrecht enthaltend / Vom Geheimen Rath Schmalz zu Berlin» (Берлин, 1818)
- «Enzyclopädie der Cameralwissenschaften» (Кёнигсберг, 2 издания, 1819)
- «Das deutsche Staatsrecht» (Берлин, 1825)
- «Handbuch des Kanonischen Rechtes» (3 издания, 1834)